# Jezírka (Jičínská pahorkatina)
Jezírka (249 m n. m.) je neovulkanický vrch v okrese Mladá Boleslav Středočeského kraje, ležící asi 2 km východodně od Bakova nad Jizerou, na katastrálním území vesnice Horka.

## Popis vrchu
Od hranic lesíka jsou málo vyvýšené výhledy na okolní plošinu, vrch Baba, Bezděz, Bakov n.J. a zříceninu hradu Zvířetice. 740 metrů na SSV leží sesterský vrch Kalvárka.

## Geomorfologické členění
Vrch náleží do celku Jičínská pahorkatina, do podcelku Turnovská pahorkatina, do okrsku Mnichovohradišťská kotlina, do podokrsku Bakovská kotlina.

## Přístup
Automobil je možno zanechat nejblíže ve vsi Horka, odtud pěšky po odbočce k odloučené usedlosti a po travnatém svahu na vrchol. Severozápadním úpatím vede dálnice D10.